# Amor a la Catalán
Amor a la Catalán est une telenovela chilienne diffusée entre le 6 juillet 2019 et le 20 février 2020 sur Canal 13.

## Synopsis
L’histoire commence avec les mésaventures de Fernando Catalán (Cristián Campos), un homme d’affaires de boulanger qui cache un secret qu’il garde depuis plus de trente ans: il a une deuxième famille de l’autre côté de la ville.
D'un côté, il s'est sérieusement marié avec l'élégante Isabel Cruzat (Catalina Guerra). De l'autre, il a eu une relation avec la populaire Yanara Cabezas (Tamara Acosta), reine de beauté de Carthagène. Fernando avait tout droit. Sa boulangerie fonctionnait mieux que jamais. Rien ne pouvait mal tourner, du moins jusqu'à la mort de Fernando.
Rafael Catalán (Matías Assler), fils aîné d'Isabel et de Fernando, demande à sa petite amie de longue date, la belle Lucia (Josefina Montané), de se marier, même si elle n'est pas le véritable amour de sa vie. Cependant, Rafael poursuit son plan de mariage en essayant d'oublier un amour qu'il vient de rencontrer, mais qui lui est resté profondément ancré dans le cœur: Dafne (Daniela Ramírez), la nouvelle embauche mystérieuse des boulangeries de son père. Le jour du mariage, Fernando tombe mystérieusement effondré. Ce qui était une grande fête devient un enterrement, et le secret le mieux gardé de Fernando est révélé et il est là lorsque la tempête éclate.
Avant de mourir, le catalan a inventé une curieuse façon d’aimer, et tout le monde craquera pour cette méthode sans précédent. Isabel approchera le frère de son défunt mari, Pedro (Fernando Kliche), mais qui a l'intention de la tromper. La fille aînée de Fernando, Danae Catalán (Loreto Aravena) tombera amoureuse de l'aimable Camilo (Gabriel Urzúa), bien qu'il soit attiré par Dafne. De son côté, le meilleur ami de Rafael, Lucas Vidal (Antonio Campos), voudra séduire Lucia. Et enfin Dafne et Rafael, qui malgré tout ont tout contre eux, vont se battre pour être ensemble, sans imaginer qu'ils doivent découvrir une vérité choquante.
Lors de la distribution de l'héritage, Rafael découvrira que Dafne est la fille de Yanara. Donc tous les deux sont frères. Non seulement cela se produira, mais Dafne, Danae et Yanara deviendront les propriétaires de 50% des boulangeries catalanes, bien qu'avec l'opposition notoire d'Isabel, qui ne voudra pas céder la moitié de l'entreprise familiale.

## Acteurs et personnages
- Tamara Acosta : Yanara Carla «Yani» Cabezas Rojas
- Catalina Guerra : Isabel Paz Cruzat Swett
- Cristián Campos : Fernando Manuel Catalán López
- Daniela Ramírez : Dafne María Catalán Cabezas
- Matías Assler : Rafael Andrés Catalán Cruzat
- Josefina Montané : Lucía del Pilar Fernández Zabala
- Loreto Aravena : Danae del Carmen Catalán Cabezas
- Álvaro Espinoza : Primitivo Mardones Contreras
- Ximena Rivas : Betsy Ruth Mardones Contreras
- Fernando Kliche : Pedro José Catalán López
- Alessandra Guerzoni : María Elena Zabala «La gringa»
- Renato Munster : Walter Ruiz Arenao
- José Soza : Basilio Mardones Saavedra
- Josefina Velasco : Marta Pacheco
- Antonio Campos Di Girolamo : Lucas Vidal
- Gabriel Urzúa : Camilo Gonzalo Pacheco Millán
- Nathalia Aragonese : Charito Mamani
- Francisco Dañobeitía : Diego Catalán Cruzat
- Javiera Mendoza : Tatiana Mardones Mardones
- Juan Gálvez : Nelson Patricio Hernández
- Lucas Mosquera : Alexander Bedoya
- Erlande Augustin : Sabine Veret
- Carol Matos : Sandra Milena
- Francelis López : Dulce

## Diffusion
- Canal 13 (2019)
- 13i (2019)

### Sources
- (es) Cet article est partiellement ou en totalité issu de l’article de Wikipédia en espagnol intitulé « Amor a la Catalán » (voir la liste des auteurs).